# Dave Norris
Dave Norris, wł. David Stanley Norris (ur. 14 grudnia 1939 w Birkenhead, przedmieściu North Shore City) – nowozelandzki lekkoatleta, specjalista skoku w dal i trójskoku, dwukrotny medalista igrzysk Imperium Brytyjskiego i Wspólnoty Brytyjskiej, olimpijczyk z 1960.
Zdobył brązowy medal w trójskoku (przegrywając tylko z Ianem Tomlinsonem z Australii i Jackiem Smythem z Kanady) oraz zajął 8. miejsce w skoku w dal na igrzyskach Imperium Brytyjskiego i Wspólnoty Brytyjskiej w 1958 w Cardiff. Odpadł w kwalifikacjach skoku w dal i trójskoku na igrzyskach olimpijskich w 1960 w Rzymie.
Na igrzyskach Imperium Brytyjskiego i Wspólnoty Brytyjskiej w 1962 w Perth wywalczył srebrny medal w skoku w dal (za Michaelem Aheyem z Ghany, a przed Wellesleyem Claytonem z Jamajki), zajął 6. miejsce w trójskoku i odpadł w eliminacjach sztafety 4 × 440 jardow. Później startował jeszcze trzykrotnie w igrzyskach Imperium Brytyjskiego i Wspólnoty Brytyjskiej (od 1970 Brytyjskiej Wspólnoty Narodów). W 1966 w Kingston zajął 5. miejsce w trójskoku i 7. miejsce w skoku w dal, w 1970 w Edynburgu był 5. w skoku w dal i 11. w trójskoku, a w 1974 w Christchurch zajął 6. miejsce w trójskoku.
Norris zdobył 28 tytułów mistrza Nowej Zelandii (w tym 18 w trójskoku):
- bieg na 220 jardów – 1960/1961 i 1961/1962
- skok w dal – 1959/1960, 1960/1961, 1962/1963, 1963/1964, 1965/1966, 1967/1968, 1969/1970 i 1970/1971
- trójskok: – od 1956/1957 do 1970/1971, 1973/1974, 1974/1975 i 1976/1977

Był również mistrzem Wielkiej Brytanii (AAA) w trójskoku w 1958.
Trzykrotnie poprawiał rekord Nowej Zelandii w skoku w dal do wyniku 7,70 m, uzyskanego 26 lutego 1966 w Auckland i pięciokrotnie w trójskoku do wyniku 15,94 m, uzyskanego 6 marca 1965 w Palmerston North. Zajmuje z tym rezultatem  (grudzień 2023) 5. miejsce na liście najlepszych trójskoczków nowozelandzkich w historii oraz 6. miejsce na liście skoczków w dal z wynikiem 7,83 m (30 grudnia 1967, Auckland).